# Fun Home
A Fun Home, alcímén A Family Tragicomic Alison Bechdel, a Dykes to Watch Out For című képsor alkotójának grafikus memoárja. Az önéletrajzi ihletésű műben az írónő a vidéki Pennsylvaniában eltöltött gyermekkorát eleveníti fel, melynek központi eleme édesapjával való összetett kapcsolata. A mű által feldolgozott témák között megtalálható a szexuális irányultság, a nemi szerepek, az öngyilkosság, a diszfunkcionális családi élet, valamint az irodalom szerepe az önismeretben és az egyén családjának megértésében. A Fun Home megírása és megrajzolása hét évet vett igénybe, részben Bechdel különleges munkatechnikája miatt, melynek során az írónő az egyes szereplők megrajzolása előtt fényképeket készített saját magáról az alkalmazni kívánt beállításban és testhelyzetben.
A Fun Home az olvasók és a kritikusok körében egyaránt sikert aratott, és mintegy két hétig szerepelt a The New York Times bestsellerlistáján. A napilap ismertetőjében Sean Wilsey „úttörő alkotásként” jellemezte a művet, mely egyszerre „két műfajt (a képregényt és a memoárt) is több irányban terjeszt ki”. Több kiadvány nevezte a Fun Home-ot 2006 legjobb könyvének, mely többek között jelöltje volt a National Book Critics Circle által adományozott, valamint az Eisner-díjnak. Az utóbbiban három kategóriában került be az esélyes nyertesek közé, ebből egyben el is nyerte a díjat. A Fun Home francia nyelven és sorozat formájában először a Libération-ban jelent meg. A mű az Angoulême-i Nemzetközi Képregényfesztivál hivatalos kiválasztott művei között szerepelt és egy Franciaországban tartott akadémiai konferenciának is témája volt.
A Fun Home sikere mellett vitatott megítélésben is részesült, így például Missouriban egy közkönyvtár öt hónapra eltávolította a művet az intézmény polcairól, miután a helyi lakosok kifogást emeltek a tartalma ellen.

## A mű cselekménye és tematikája
A Fun Home elbeszélése nemlineáris és rekurzív. Ugyanaz az esemény többször is ismétlődik a műben, azonban mindig új információk és más témára áthelyezett hangsúly tükrében, mindig más formában. Bechdel a Fun Home szerkezetét egy labirintushoz hasonlította, melyben „ugyanaz ismétlődik, viszont kívülről spirálisan befelé a cselekmény a történet központja felé halad”. A PMLA akadémiai folyóirat egyik memoárokról szóló esszéjében Nancy K. Miller úgy vélekedett, hogy azzal, hogy Bechdel újra és újra visszatér egy adott jelenethez és témához „újraalkotja az emlékeket, melynek folyamán az újonnan hozzáfűzött elemek hatására alakul ki magának a memoárnak a szerkezete”. Mindemellett a memoár szerkezetének alakításában nagy szerepet játszanak az irodalmi, görög mitológiai és képzőművészeti utalások. Bechdel gyermek- és serdülőkorának eseményeit, valamint a családjával kapcsolatos történéseket ezeken az utalásokon keresztül mutatja be. Miller megfogalmazása szerint az elbeszélésben felhasznált irodalmi szövegek „nyomokat szolgáltatnak, igazakat és hamisakat egyaránt, a titokzatos családi kapcsolatok megfejtéséhez”.
A memoár központjában Alison Bechdel családja áll, különös tekintettel apjával, Bruce Bechdellel való kapcsolatára. Bruce Bechdel temetkezési vállalkozó és középiskolai angoltanár volt a pennsylvaniai Beech Creekben, ahol Alison és testvére felnőttek. A mű címe abból ered, ahogyan a család a halottasházat (angolul „funeral home”) becézte, azt a vállalkozást, melyben Bruce Bechdel felnőtt és később dolgozott. Két hivatása a Fun Home-ban a halál és az irodalom központi témájában jelenik meg.
A memoár egyik síkja Bruce Bechel megszállottságát mutatja be, mellyel megpróbálja helyreállítani a család viktoriánus házát. Az esztétika hajszolása összefüggésben áll a közte és családja közötti érzelmi távolsággal, melyet ridegséggel, és alkalmanként dühkitörésekkel fejez ki. Az érzelmi távolság pedig a rejtett homoszexuális irányultsággal van kapcsolatban. Bruce Bechdelnek korábban homoszexuális kapcsolatai voltak a katonaságban, majd később néhány középiskolás tanítványával, akik közül néhányan a család barátai, vagy éppen bébiszitterei voltak. Negyvennégy éves korában, két héttel azután, hogy a felesége bejelentette szándékát a házasság felbontására, Bruce Bechdel egy Sunbeam Bread-teherkocsi elé lépett, mely halálra gázolta. Bár az eset nem volt egyértelmű, Alison Bechdel mégis arra következtetett, hogy apja öngyilkosságot követett el.
A Fun Home másik központi eleme Alison Bechdel saját belső vívódása szexuális identitása felett, leszbikusságának elfogadása és annak felvállalása szülei előtt. A memoár őszintén és nyíltan mutatja be szexuális fejlődését, melyben helyet kapnak az írónő gyermekkori naplójának részletei, anekdoták az önkielégítésről, valamint első szexuális tapasztalatának története. Alisonban és apjában, Bruce Bechdelben homoszexualitásukon kívül közös vonás a kényszerbetegségre való és művészi hajlamuk, bár utóbbi egymással szemben álló esztétikai értékrendet képvisel. „Én spártai voltam, az apám athéni. Én modern, ő viktoriánus. Én butch, ő nelly. Én haszonelvű, ő esztéta.” – írta Alison Bechdel. Ez a szembenállás feszültséget okozott apa és lánya kapcsolatában; mindketten megpróbálták kifejezni elégedetlenségüket a rájuk erőltetett nemi szereppel: „Nem csak inverzek voltunk, hanem egymás inverziói is. Amíg én kompenzálni próbáltam a benne lévő férfiatlanságot, addig ő megpróbált egyfajta nőiességet kifejezni rajtam keresztül. Az ellentétes szándékok háborúja volt, mely így arra ítéltetett, hogy a végtelenségig dúljon.” Ennek ellenére a műben olvasható, nem sokkal Bruce Bechdel halála előtt folytatott apa-lánya beszélgetés a konfliktus részleges feloldását mutatja.
Bechdel a mű több pontján is felveti a gondolatot, hogy vajon leszbikusként való színvallása volt-e az a tényező, mely végül apja öngyilkosságához vezetett. Erre a kérdésre soha nem születik egyértelmű válasz, de Bechdel közelről is megvizsgálja az apja rejtett és az ő nyíltan vállalt homoszexualitása közötti kapcsolatot, és hangot ad az apja iránt érzett tartozás érzésének is, mind pozitív, mind pedig negatív megvilágításban.

### Utalás mint eszköz
A Fun Home-ban található utalások nem csupán szerkezeti vagy stilisztikai szerepet töltenek be. „Ezeket az utalásokat (…) nem csupán a leírás eszközeként alkalmazom. Számomra a családom leginkább a fikció keretei segítségével válik valóságossá. Talán az én rideg művészi távolságtartásom önmagában jobban hozzásegít ahhoz, hogy átadjam a családunkat jellemző sarki-klímát, mint bármely konkrét irodalmi összehasonlítás.” – írta Bechdel. Bechdel, a mű narrátoraként, az apjával való kapcsolatára mint a mitológiai Daidaloszéra és Ikaroszéra tekint. Gyermekként a családjáról és neogótikus otthonukról kialakított képe összekeveredett benne Charles Addams Addams Family-sorozatának figuráival. Bruce Bechdel öngyilkossága Albert Camus Boldog halál és Sziszüphosz mítosza című művein keresztül elevenedik fel. A férfi gondosan felépített művészi és intellektuális világát F. Scott Fitzgerald A nagy Gatsby című regényéhez hasonlítja, és narrátorként azt sugallja, hogy Bruce Bechdel saját életének egyes elemeit Fitzgeraldot mintázóan alakította ki, ahogyan az az író életéről szóló The Far Side of Paradise című könyvben olvasható. Bruce felesége, Helen Henry James Washington Square és Egy hölgy arcképe című regényeinek főhőseihez hasonlatos. Helen Bechdel amatőr színésznő volt, és a színművek, melyekben szerepelt szintén utalásokat tartalmaznak a férfival való házasságának egyes vonatkozásaira. Helen és Bruce Bechdel A makrancos hölgy egyik főiskolai előadása révén ismerkedtek meg, melyben mindketten szerepeltek. Alison Bechdel megjegyzése szerint ez előjele volt szülei későbbi házaséletének. Helen Bechdel Lady Bracknell szerepében jelent meg Oscar Wilde Bunbury című darabjának helyi előadásában; Bruce Bechdelt itt az íróhoz hasonlítja. Bruce homoszexualitása Marcel Proust az Az eltűnt idő nyomában című regényén keresztül jelenik meg. Az írónő saját és apja közös művészi és kényszerbetegségre való hajlamait E. H. Shepard a Békavári uraság és barátai című gyermekkönyvhöz készített illusztrációira való utalásokon keresztül tárgyalja. Bruce és Alison Bechdel homoszexualitásukat sugallják egymásnak mikor memoárokat ajándékoznak egymásnak: az apa Colette összegyűjtött írásait tartalmazó Édenek és börtönök című könyvet adja lányának; nem sokkal ezután Alison Kate Millett Flying című életrajzi művének egyik könyvtári példányát adja apjának, melyet az írónő egy „ ékesszóló tudatalatti gesztusnak” nevezett. Visszatérve a Daidalosz-mítoszhoz Alison Bechdel saját magát Stephen Dedalus, apját pedig Leopold Bloom, James Joyce Ulysses című regényének szereplőinek képébe helyezi, további párhuzamokat húzva Télemakhosszal és Odüsszeusszal.
Az irodalmi utalások mellett, melyek egyértelműen azonosíthatók a mű szövegében, Bechdel a Fun Home képeibe is számos vizuális utalást szőtt különböző televíziós műsorokra, valamint a népszerű kultúra egyéb elemeire. Ezek gyakran az egyes jelenetek egy háttérben található televíziókészülék képernyőjén jelennek meg. A képi utalások között megtalálható az Az élet csodaszép című film, Bert és Ernie a Szezám utca szereplői, a smiley-arc, Maci Laci, Batman, a Prérifarkas és a Kengyelfutó Gyalogkakukk, Richard Nixon lemondása és az 1960-as évek egyik népszerű szituációs komédiája, a The Flying Nun.

## Az alkotói folyamat és a mű képi világa
A Fun Home fekete vonalrajz-technikával, valamint szürke és zöld bemosásos színezéssel készült. Sean Wilsey véleménye szerint a Fun Home paneljei „egyesítik R. Crumb részletességének és technikájának szakértelmét a mű saját komolyságával és érzelmi összetettségével”. A Gay & Lesbian Review Worldwide cikkében Diane Ellen Hamer kiemelte azt a kontrasztot, mely Bechdel szereplőinek roppant egyszerű, mégis határozott megrajzolása, valamint a hátterek részleteinek kidolgozására fordított műgond, így a televíziós műsorok, a fali poszterek és a halottasház bonyolult, és ismétlődően visszatérő képeinek tekintetében figyelhető meg. „Nagyon fontos számomra, hogy az emberek képesek legyenek ugyanolyan fokozatosan kibontakozó módon olvasni a képeket, ahogyan a szöveget. Nem szeretem azokat a képeket, amiknek nincs információtartalmuk. Olyan képeket akarok, amelyeket olvasni, értelmezni kell, amikben elmerülhet az ember. Különben mi értelme az egésznek?” – nyilatkozta Bechdel 2007-ben a The Comics Journal-nak adott egyik interjújában.
A Fun Home elkészítése hét évet vett igénybe Bechdel számára. A lassú folyamat az írónő sajátos munkamódszeréből ered. Első lépésben Adobe Illustrator segítségével megtervezte a képregény szerkezetét, melyben elhelyezte a szöveget és a szereplők vázlatos rajzait. A illusztrációk elkészítése során elsősorban fényképekre hagyatkozott. Bechdel digitális fényképezőgép segítségével különböző testhelyzetekben fényképezte le magát, így a panelek jeleneteiben látható szereplőkhöz ő maga szolgált modellként. Az írónő a háttérelemek megrajzolásához is fényképeket használt forrásként. A Greenwich Village egyik háztetőjéről látható 1976-os, július 4-i tűzijáték megrajzolásához például a Google Képkeresővel kutatott fel fényképeket New York látképéről, figyelembe véve az adott ház helyét és az időpontot is. A Fun Home egyes jeleneteihez eredeti családi fényképeket, leveleket, helyi térképeket és gyermekkori naplójából származó részleteket is felhasznált, belefűzve azokat az elbeszélésbe. Miután a mintaként szolgáló fényképek alapján elkészítette az illusztráció egy már finomabb változatát, Bristol kartonra másolta át azokat, melyen befejezte a tusrajzot, amit aztán beszkennelt a számítógépébe. A szürke és zöld színezést bemosásos technikával végezte, vízfestékkel egy külön papíron, melyet végül Photoshop segítségével dolgozta egybe a tusrajzzal. Bechdel a sápadt, zöldes színt annak „hideg és gyászos sajátossága” miatt választotta, mely jól illeszkedett az elbeszélés témájához. Bechdel saját alkotói folyamatának aprólékos mivoltát „alig-kordában tartott kényszerbetegségének” tulajdonítja.

## Megjelenése és fogadtatása
A Fun Home első, keménykötetes kiadása a Houghton Mifflin (Boston, New York) gondozásában jelent meg 2006. június 8-án. A mű ezen kiadása két hétig, 2006. június 18. és július 1. között szerepelt a New York Times keménykötetes, ismeretterjesztő irodalmi bestseller listáján. Az eladási mutatók kedvező alakulása miatt a kiadásból 2007 februárjáig 55 000 példány hagyta el a nyomdát. A Fun Home-ot az Egyesült Királyságban a Random House Jonathan Cape cégjelzése alatt jelentette meg puha kötésű kiadásban 2006. szeptember 14-én, majd ezt követően, 2007. június 5-én a Mariner Books egy újabb puha kötésű kiadást is megjelentett a szigetországban.
A Fun Home francia nyelven 2006 nyarán jelent meg a párizsi Libération című lapban, sorozat formájában. A Corinne Julve és Lili Sztajn fordításában megjelent művet 2006. október 26-án a Éditions Denoël adta ki. 2007 januárjában a Fun Home az Angoulême-i Nemzetközi Képregényfesztivál hivatalosan kiválasztott művei között szerepelt. Ugyanebben a hónapban a Université François-Rabelais angolszász országok-tanulmányi kara támogatott egy Bechdel munkájáról szóló konferenciát Párizsban és Tours-ban. Az előadáson a művet több nézőpontból is megvizsgálták, így annak paradox feszültséggel teli elbeszélését, a szöveg és a képek paraszövegként való egymásra hatását, valamint a szereplők által viselt öltözékek metaforájának értelmezését. Ezek, valamint a Bechdelről és művéről szóló egyéb írások később a GRAAT (Groupe de Recherches Anglo-Américaines de Tours) folyóiratában is megjelentek.
A Fun Home olasz kiadása 2007-ben a Rizzoli, német nyelvű kiadása a Kiepenheuer & Witsch gondozásában jelent meg 2008 januárjában. A mű megjelent továbbá koreai, lengyel, portugál, spanyol és kínai nyelven is.
2006 októberében a Missouri állambeli Marshall városának egyik lakosa lépéseket tett annak érdekében, hogy a Fun Home-ot és Craig Thompson Blankets című képregényét eltávolítsák a város közkönytárából. A kezdeményezés támogatói „pornográfiaként” jellemezték a műveket és aggodalmukat fejezték ki, attól való félelmükben, hogy azokat gyermekek is elolvashatják. A közkönyvtár igazgatója, Amy Crump azzal az érveléssel védte a műveket, hogy azokat több, „jó hírnevű, szakmabeli irodalmi folyóirat és kiadvány” is értékelte, valamint véleménye szerint azok eltávolítása egy lépés lenne „a cenzúrázás ingoványos területe felé”. 2006. október 11-én a könyvtár tanácsa bizottságot jelölt ki egy szabályzat kidolgozására, mely az intézményi gyűjteményébe való bekerülés elbírálásában lenne irányadó. Az új szabályzat elkészültéig a könyvtár kivonta mindkét művet a gyűjtemény hozzáférhető darabjai közül. A bizottság elkészítette az új szabályzatot, melyben „úgy határoztak, hogy nem hajlandóak előítéleti alapon vagy előítéletre épülő rendszerben megválogatni a műveket”. 2007. március 14-én a könyvtár tanácsa megszavazta a Fun Home és a Blankets visszahelyezését a hozzáférhető állományba. Bechdel a művének betiltására irányuló kísérletet „nagy megtiszteltetésként”, és a „képregény-műfaj fejlődésének részeként” jellemezte.
2008-ban a University of Utah bevette a Fun Home-ot „Critical Introduction to English Literary Forms” (’Kritikai bevezetés az angol nyelvű irodalmi formákba’) című közpéfokú angol kurzusának tanmenetébe. Az egyik hallgató fellebbezett a mű miatt, így az egyetem vallási házirendje értelmében egy másik olvasmányt jelöltek ki a számára. A hallgató felvette a kapcsolatot a No More Pornography helyi szervezettel is, amely egy online petíció indításával kívánta elérni a mű eltávolítását a tanmenetből. Vincent Pecora, az egyetem angol tanszékének vezetője védelmébe vette a művet és a tanmenetet összeállító tanárt is. Az egyetem nyilatkozata szerint, nem áll szándékukban eltávolítani a művet a kidolgozott tanmenetből.

### Kritikák és elismerések
A Fun Home nagy többségében pozitív kritikákban részesült. A londoni The Times „egy mély és jelentős könyvnek” nevezte; a Salon.com „gyönyörű” műnek, mely Bechdel „messzemenően legjobb munkája, melyet közel két évtizedes képregényalkotói pályafutása során megalkotott”. A The New York Times két ismertetőt és egy főcímet is közölt a memoárról. Egyik ismertetőjében Sean Wilsey „úttörő alkotásként” jellemezte a Fun Home-ot, mely „két műfajt is (a képregényt és a memoárt) több új irányban terjeszti ki”. Wilsey véleménye szerint a mű „egy képregény a szavak szerelmeseinek”. Jill Soloway a Los Angeles Times-ban szintén dicsérő szavakkal illette az alkotást, bár megjegyezte, hogy Bechdel utalásokkal elárasztott elbeszélői stílusa „egy kicsit nehéz művé” teszi. A The Tyee ismertetőjében hasonló vélemény fogalmazódott meg, mely vélemény szerint „a narrátor megrögzött törekvése, hogy történetét számos görög mitológiai, amerikai irodalmi és klasszikus színjátékokon keresztül fesse meg” „erőltetett” és „terhes”. Ezzel szemben a Seattle Times ismertetője pozitívan értékelte a mű gazdag utalásait, és „megdöbbentően irodalminak” nevezte. A The Village Voice cikke szerint a Fun Home „megmutatja, hogy ez a műfaj mennyire erőteljes lehet egy életrajz elbeszélésében”. „A kettős, vizuális és verbális narráció nem csupán egyidejű, mivel a képregény egy megkülönböztetett kifejezésmódot alkalmaz, melyen keresztül a gazdag információmennyiséget egy roppant sűrített módon adhatja át.” – írta Hillary Chute a cikkben.
Több kiadvány sorolta a Fun Home-ot a 2006-os év legjobb könyvei közé, köztük a The New York Times, az Amazon.com, a londoni The Times, a New York magazin és a Publishers Weekly, mely 2006 legjobb képregényének nevezte a művet. „A Fun Home a megbánás, a részvét, a csalódottság, a sajnálat és a szeretet fényével pislákol, általában minddel egy időben. Teszi ezt az átható, mélyen irodalmi irónia mellőzése nélkül arról a közel lehetetlen feladatról, hogy maradjunk hűek önmagunkhoz, és azokhoz az emberekhez, akik azzá tettek minket, akik vagyunk.” – írta a Salon.com ismertetőjében Laura Miller és Hillary Frey, akik 2006 legjobb bemutatkozó ismeretterjesztő irodalmi írója könyvének nevezték a művet. Az Entertainment Weekly szintén az év ismeretterjesztő irodalmi könyvének nevezte a Fun Home-ot, a Time az év könyvének, melyet mint „2006 legvalószínűtlenebb irodalmi sikerét” jellemezte, mint „mesterművet” két emberről, „akik egy házban, de két külön világban élnek”, valamint azok „rejtélyes és kölcsönös tartozásáról egymás számára”.
A Fun Home 2006-ban a National Book Critics Circle által osztott díj döntősei között volt memoár/életrajz-kategóriában. 2007-ben elnyerte a GLAAD Media-díjat a kiemelkedő képregény- (Outstanding Comic Book), valamint a Stonewall Book-díjat ismeretterjesztő-kategóriában. Ebben az évben szintén elnyerte a Publishing Triangle-Judy Grahn Nonfiction-díjat, valamint a Lambda Literary-díjat annak leszbikus memoár és életrajz (Lesbian Memoir and Biography) kategóriájában. A Fun Home jelöltje volt a 2007-es Eisne-díjnak legjobb valódi történeten alapuló mű (Best Reality-Based Work) és legjobb képregényalbum (Best Graphic Album) kategóriákban, melyből az előbbit el is nyerte. A Fun Home mellett Bechdel is a díj várományosai között volt a legjobb író/rajzoló-kategóriában. 2008-ban az Entertainment Weekly „Új klasszikusok” listáján, mely az 1983 és 2008 között íródott legjobbnak ítélt könyveket tartalmazta, a 68. helyre sorolta a Fun Home-ot. A The Guardian szintén feltüntette a művet az „1000 regény, amit mindenkinek el kell olvasnia” listáján, külön megemlítve annak „gyönyörűen kivitelezett” részleteit.